# Chim cánh cụt Fiordland
Chim cánh cụt Fiordland (danh pháp hai phần: Eudyptes pachyrhynchus) là một loài chim trong họ Spheniscidae.